# Bill Forsyth
William David „Bill” Forsyth (Glasgow, 1946. július 29. –) kétszeres BAFTA-díjas brit filmrendező, forgatókönyvíró.

## Élete
Tanulmányait a Nemzeti Filmfőiskolában végezte el Beaconsfieldben. Dokumentumfilmekben rendezőasszisztens, a glasgow-i Ifjúsági Színházban dolgozik.
1979-ben született meg első filmje, Az a süllyedő érzés. 1981-ben a Gregory barátnője című filmjével két díjat is elnyert; ő kapta a londoni filmkritikusok díját, valamint a BAFTA-díjat is a legjobb forgatókönyvnek járót. 1983-ban írta és rendezte A kisvárosi hős című filmet, amelyben Burt Lancaster szerepelt. Ezzel a filmjével is 2 díjat tudhatott magáénak: a new york-i filmkritikusok díját és a legjobb rendezőnek járó BAFTA-díjat is.

## Filmjei
- Az a süllyedő érzés (1979)
- Gregory barátnője (1981)
- Porunk hőse (1983)
- Forró fagylalt (1984)
- Mostohák gyöngye (1987)
- Kasszafúrók (1988)
- Ember a talpán (1994)
- Gregory két barátnője (1998)

## Díjai
- Peter Sellers-díj (1982, 1984)
- a londoni filmkritikusok díja (1982) Gregory barátnője
- BAFTA-díj a legjobb forgatókönyvnek (1982) Gregory barátnője
- a New York-i filmkritikusok díja (1984) Porunk hőse
- BAFTA-díj a legjobb rendezőnek (1984) Porunk hőse